# Cheumatopsyche spinifera
Cheumatopsyche spinifera är en nattsländeart som först beskrevs av Jacquemart 1967.  Cheumatopsyche spinifera ingår i släktet Cheumatopsyche och familjen ryssjenattsländor. Inga underarter finns listade i Catalogue of Life.